# W siódmym niebie (album Voice Band i Anity Lipnickiej)
W siódmym niebie - album Anity Lipnickiej i Voice Band wydany w 2012 roku.

## Lista utworów
1. "W niedzielę" – 2:29
2. "W siódmym niebie" – 3:17
3. "Tulipany" – 3:07
4. "Marysia" – 1:49
5. "Zatańczmy jeszcze ten raz" – 3:32
6. "Zrób to tak" – 3:27
7. "Złota pantera" – 3:31
8. "Bo ja się boję być we dwoje" – 2:08
9. "Pijackie tango" – 3:51
10. "Czy tutaj mieszka panna Agnieszka" – 2:41
11. "Stachu" – 2:37
12. "Don Kichot" – 4:03
13. "Trzy świnki" – 2:48
14. "Już nie zapomnisz mnie" – 3:13[1]

## Twórcy
- Tomasz Warmijak – tenor, kierownictwo muzyczne
- Arkadiusz Lipnicki – tenor
- Grzegorz Żołyniak – baryton
- Piotr Widlarz – bas
- Wacław Turek – akordeon
- Anita Lipnicka – gość specjalny